# Osnabrücker Ruder-Verein

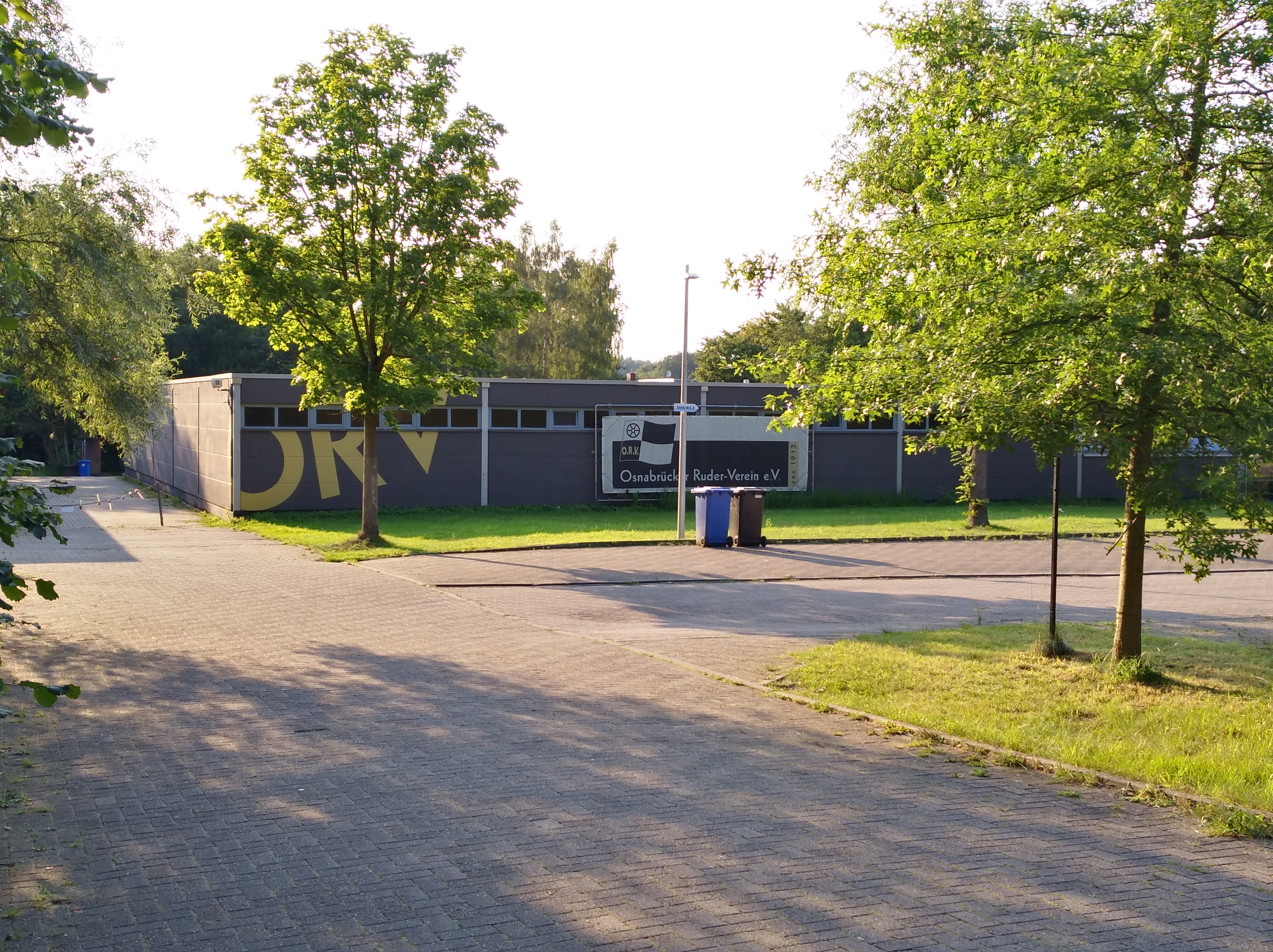
Bootshaus an der Glückaufstraße

Der Osnabrücker Ruder-Verein e. V. (ORV) ist ein Sportverein aus Osnabrück. Er wurde am 26. April 1913 gegründet und hat derzeit etwa 350 Mitglieder, darunter mehrere Medaillengewinner bei Olympischen Sommerspielen und Ruder-Weltmeisterschaften. Das Vereinsgelände mit Bootshaus am Stichkanal Osnabrück liegt im Osnabrücker Stadtteil Eversburg. Der ORV ist Mitglied im Deutschen Ruderverband (DRV) und im Landesruderverband Niedersachsen (LRVN).

## Geschichte

### Von der Gründung bis zu den ersten Bootshäusern
Die Gründung des Vereins ist eng mit dem Bau des Stichkanal Osnabrück verbunden, an dessen südlichem Ende das Gelände des Hafen Osnabrück ab 1912 erschlossen wurde. Am 26. April 1913 gründeten 14 Männer den Osnabrücker Ruder-Verein, um bei der Fertigstellung des Kanals schnell den Sportbetrieb aufnehmen zu können. Zum ersten Vorsitzenden wurde damals Rudolf Gosling gewählt. Im neuen Osnabrücker Hafen nahe der Römereschstraße wurde ein Bootshaus geplant, das aber aufgrund des Ersten Weltkrieges zunächst nicht realisiert werden konnte. Der junge Verein verlor im Krieg viele seiner vorher bereits ca. 75 Mitglieder.
Nach dem Krieg konnte erst im August 1920 der Ruderbetrieb mit zunächst zwei neuen Gig-Doppelzweiern und zwei neuen Gig-Vierern auf dem inzwischen eröffneten Stichkanal aufgenommen werden. Bald konnten eine erste Bootshalle mit Anleger und im Jahre 1921 auch das erste Bootshaus im Hafen in Betrieb genommen werden. Es zeigte sich jedoch schnell, dass der lediglich 1,5 Kilometer lange Abschnitt im Hafen für ein Wettkampftraining zu kurz war. Bereits 1922 begann der Verein mit Planungen für ein zweites Bootshaus direkt unterhalb der Haster Schleuse auf der Südwestseite des Kanals. Das neue Heimgewässer zwischen der Haster und der Hollager Schleuse war mit 5 Kilometern Länge wesentlich besser für den Ruderbetrieb geeignet. Im Jahr 1928 konnte der ORV seinen ersten Achter anschaffen.
Frauen waren wie zu der Zeit üblich als Mitglieder nicht zugelassen. Im Jahr 1925 wurde ein „Damen-Ruder-Verein“ im Umfeld des Vereins gegründet, der zehn Jahre später als Abteilung in den Verein eingegliedert wurde.

### Zur Zeit des Zweiten Weltkrieges und Wiederaufbau
Am 16. Dezember 1944 wurde das Bootshaus durch Fliegerbomben stark beschädigt, aber nicht zerstört. Gegen Ende des Krieges verlor der Verein dennoch durch Vandalismus sein gesamtes Bootsmaterial. Auf politischen Druck hin sollte er nach dem Krieg einem Rasensportverein angeschlossen werden, was durch den damaligen 1. Vorsitzenden Franz Gürth erfolgreich vermieden werden konnte. Zwischen 1946 und 1948 wurde das Bootshaus an der Haster Schleuse auch mit einem Zuschuss der Stadt Osnabrück wieder hergerichtet. Der Ruderbetrieb konnte mit neuen Booten aufgenommen werden.
Inge Michaelis gewann im Jahr 1959 im Doppelvierer mit Steuerfrau den ersten Deutschen Meisterschaftstitel für den ORV in Renngemeinschaft mit Ruderinnen aus Mülheim und Lübeck.

### Umzug und sportliche Erfolge der 1980er-Jahre
Am 5. Dezember 1960 wurde das Bootshaus des Vereins durch eine Überschwemmung der nicht weit entfernten Hase schwer beschädigt. Auch der Stichkanal und die Haster Schleuse waren dadurch stark in Mitleidenschaft gezogen und monatelang außer Betrieb. Das Bootshaus wurde wieder aufgebaut, allerdings stand fortan wegen eines geplanten Ausbaus des Stichkanals die Umsiedelung des Vereins im Raum. 1975 beschloss der Verein durch eine außerordentliche Mitgliederversammlung einen Umzug zur Glückaufstraße im Stadtteil Eversburg, etwa 1,5 Kilometer vom alten Standort am selben Abschnitt des Kanals entfernt. Die Stadt Osnabrück unterstützte den Verein bei der Errichtung seines dritten Bootshauses am neuen Wassersportzentrum. An dem neu angelegten, rund 50 Meter langen Seitenarm bei Kanalkilometer 10,9 sind seitdem auch die Kanusport-Vereine Osnabrücker Kanu-Club von 1926 und Wassersportverein Osnabrück angesiedelt. Das dritte Bootshaus wurde 1978 fertiggestellt und eingeweiht. In dem neuen Komplex finden seitdem rund 1000 Ruderer aus dem ORV und zahlreichen Schulruderriegen Platz. Der Kanalausbau verzögerte sich allerdings um Jahrzehnte und wurde in Teilen erst ab etwa 2005 durchgeführt.
Ab den 1960er-Jahren wurde das Schülerrudern in Osnabrück sehr populär. Vorreiter waren das Ratsgymnasium und das Ernst-Moritz-Arndt Gymnasium, später auch das Gymnasium Carolinum und andere Gymnasien. Der ORV profitierte davon durch einen stärkeren Zustrom junger Mitglieder, eine gute Basis für spätere sportliche Erfolge auf höchstem Niveau.
Unter dem Trainer Ralf Holtmeyer entwickelte sich ab 1975 die sportlich erfolgreichste Zeit des Osnabrücker Ruder-Vereins. Im Jahr der Bootshauseröffnung gewann eine ORV-Mannschaft mit Hans-Günther Tiemann, Brunon Derkes, Johannes Hafer und Axel Wöstmann den Weltmeistertitel der Junioren im Vierer ohne Steuermann. Zwei Jahre später konnte der ORV einen starken Männer-Achter stellen, der zweimal den Deutschland-Achter schlug und sich bei der Internationalen Rotseeregatta in Luzern für die Olympischen Sommerspiele 1980 in Moskau qualifizierte. Neben Tiemann, Derkes und Wöstmann saßen in der Mannschaft Thomas Möllenkamp, Ferdinand Hardinghaus, Ralf Kollmann, Andreas Schütte, Martin Möllmann aus dem nahegelegenen Bramsche und Steuermann Torsten Bremer. Der Olympiaboykott des Westens verhinderte den Start des ORV-Achters in Moskau.
In der Folgezeit starteten einige der verhinderten Olympiaruderer bei weiteren Ruder-Weltmeisterschaften, ein Medaillengewinn gelang aber nicht unmittelbar. Bei den Olympischen Sommerspielen 1984 in Los Angeles belegten Axel Wöstmann und Thomas Möllenkamp im Zweier ohne Steuermann den vierten Platz. Möllenkamp konnte ab 1987 im Deutschland-Achter rudern, mit dem er die Goldmedaille bei den Olympischen Sommerspielen 1988 in Seoul gewann. Er war zwischen 1992 und 2004 auch 1. Vorsitzender des Osnabrücker Ruder-Vereins. Als erste und bisher einzige Frau konnte Stefani Werremeier zwischen 1989 und 1992 bei Ruder-Weltmeisterschaften und der olympischen Ruderregatta starten. Ihr WM-Titel von 1990 war trotz der vorangegangenen Erfolge der Männer der erste für den Verein. 1992 gewann sie Silber im Zweier ohne Steuerfrau bei den Spielen von Barcelona.

### Heute
Der Osnabrücker Ruder-Verein hat heute verschiedene Abteilungen für Breitensport, Leistungssport, Kinder- und Jugendliche, Masters, Wanderrudern und Anfängerausbildung. Es existiert weiterhin eine intensive Zusammenarbeit mit den Ruderriegen der Osnabrücker Schulen. Der Landesruderverband Niedersachsen fördert und koordiniert die Trainingsarbeit am ORV mit einem Landesstützpunkt.
Zuletzt konnten wieder einige Medaillen bei Ruder-Weltmeisterschaften von Ruderern der ORV-Trainingsgruppe gewonnen werden. Herausragend war dabei der WM-Titel des Deutschland-Achters mit Jan Tebrügge im Jahr 2006. Weitere Medaillen wurden von Lutz Ackermann, Felix Övermann und Albert Kowert gewonnen. Daneben starten die ORV-Männer regelmäßig erfolgreich beim Deutschen Meisterschaftsrudern, in der Ruder-Bundesliga und beim Head of the River Race in London.
Die Vereinszeitschrift des ORV heißt seit 1964 „skulls“ in Anlehnung an das gleichnamige Sportgerät Skull. Bekannt ist der ORV unter Ruderern auch für seinen jährlich stattfindenden Klimmzugcontest „Power Challenge“.

## Sportliche Erfolge
- Der Vereins-Achter mit Martin Möllmann (Bramsche), Andreas Schütte, Ferdinand Hardinghaus, Thomas Möllenkamp, Axel Wöstmann, Ralf Kollmann, Brunon Derkes, Hans-Günther Tiemann, Stm. Torsten Bremer und Trainer Ralf Holtmeyer hatte sich mit Siegen über den Deutschland-Achter in Mannheim und bei der Qualifikationsregatta in Luzern für die Olympischen Sommerspiele 1980 qualifiziert. Die Teilnahme an den Spielen wurde durch den Olympiaboykott des Westens verhindert.[11]
- Thomas Möllenkamp (* 1961) belegte bei den Olympischen Sommerspielen 1984 mit Axel Wöstmann im Zweier ohne Steuermann den vierten Platz. Später gelang ihm der Sprung in den Deutschland-Achter, mit dem er in Seoul 1988 die olympische Goldmedaille gewann.[13] Möllenkamp ist heute Ehrenmitglied im ORV.[3]
- Axel Wöstmann (* 1961) war neben Thomas Möllenkamp der einzige aus dem 1980er-Achter, der sich für eine weitere Teilnahme an Olympischen Sommerspielen qualifizieren konnte. Mit Möllenkamp belegte er Platz 4 im Zweier ohne Steuermann bei den Spielen von Los Angeles 1984.
- Ralf Holtmeyer (* 1956) stieg 1975 als Trainer beim ORV ein und war maßgeblich an den Erfolgen der Zeit beteiligt. Seit 1986 ist er in wechselnden Bereichen für den Deutschen Ruderverband tätig und dort verantwortlich für neun Weltmeistertitel und zwei olympische Goldmedaillen (1988, 2012) im Achter. Holtmeyer ist heute Ehrenmitglied im ORV.[3]
- Stefani Werremeier (* 1968) war zunächst Ersatzfrau bei den Olympischen Sommerspielen 1988. Zwischen 1989 und 1992 startete sie mit Ingeburg Althoff im Zweier ohne Steuerfrau und gewann mehrere Medaillen: Bronze bei den Ruder-Weltmeisterschaften 1989, Gold 1990, Silber 1991 und bei der olympischen Ruderregatta 1992 Silber.[13][14] Sie wechselte danach zur Saarbrücker Rudergesellschaft Undine, gewann weitere WM-Medaillen im Frauen-Achter und nahm auch an den Olympischen Sommerspielen 1996 teil. Werremeier ist heute Ehrenmitglied im ORV.[3]
- Jan Tebrügge (* 1982) ruderte von 2005 bis 2007 im Deutschland-Achter. Neben dem WM-Titel bei den Ruder-Weltmeisterschaften 2006 errang er in der Zeit auch eine Bronzemedaille bei den Ruder-Weltmeisterschaften 2005 und eine Silbermedaille bei den Ruder-Weltmeisterschaften 2007.[14] Kurz vor den Olympischen Sommerspielen 2008 wurde er und die komplette Mannschaft in einer umstrittenen Entscheidung durch ein neues Team ersetzt.[15][16][17][18] Tebrügge ist seit 2008 Ehrenmitglied im ORV.[3]
- Lutz Ackermann (* 1983) errang Silbermedaillen im Leichtgewichts-Achter bei den Ruder-Weltmeisterschaften 2006 und 2007.[14]
- Felix Övermann (* 1985) gewann im Leichtgewichts-Doppelvierer eine Bronzemedaille bei den Ruder-Weltmeisterschaften 2008 und eine Silbermedaille bei den Ruder-Weltmeisterschaften 2009.[14]
- Albert Kowert (* 1989) gewann als Steuermann eine Goldmedaille im Leichtgewichts-Achter und eine Bronzemedaille im Zweier mit Steuermann bei den Ruder-Weltmeisterschaften 2010.[14]
- Pia Greiten gewann als Schlagfrau eine Bronzemedaille im Frauen-Doppelvierer bei den Olympischen Sommerspielen 2024 in Paris